# Julius Caesar (cráter)

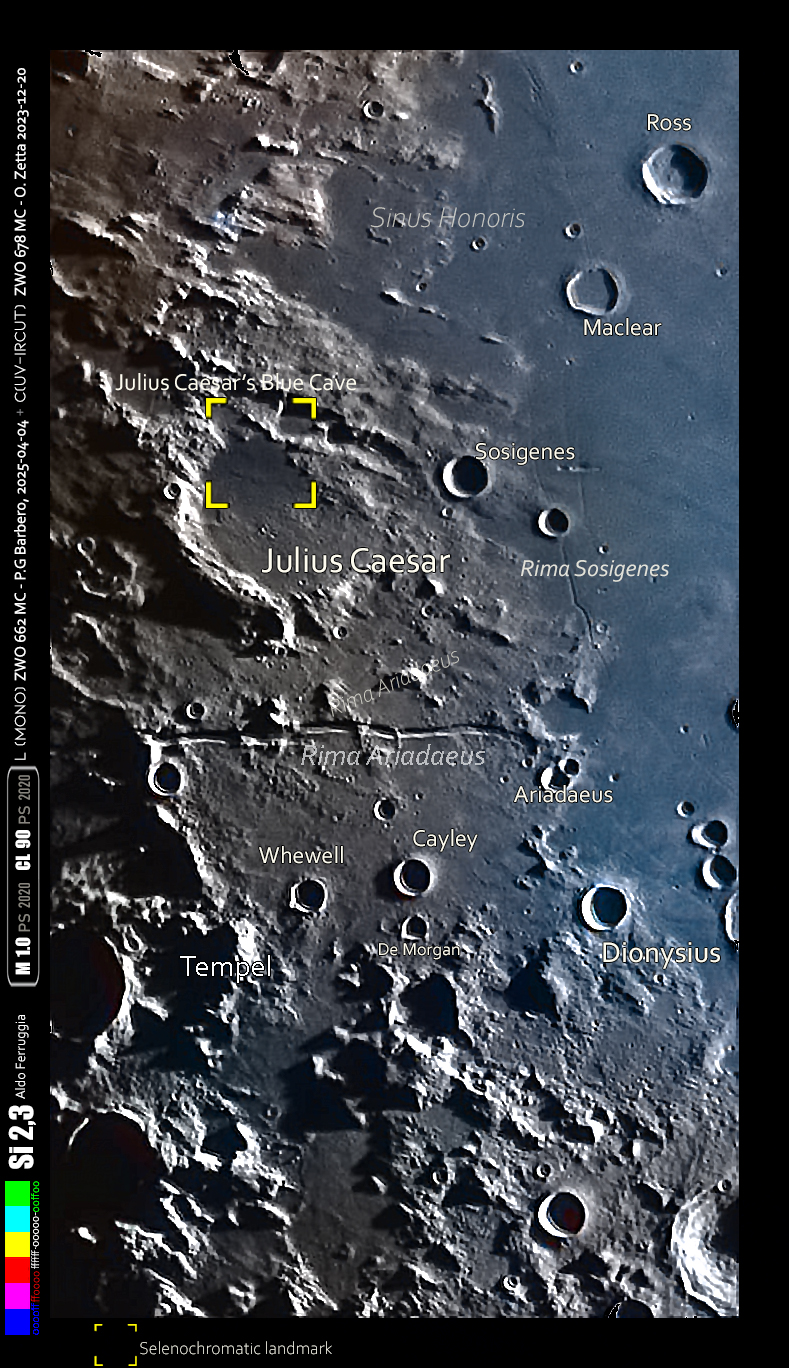
El cràter en formato selenocromático(Si)

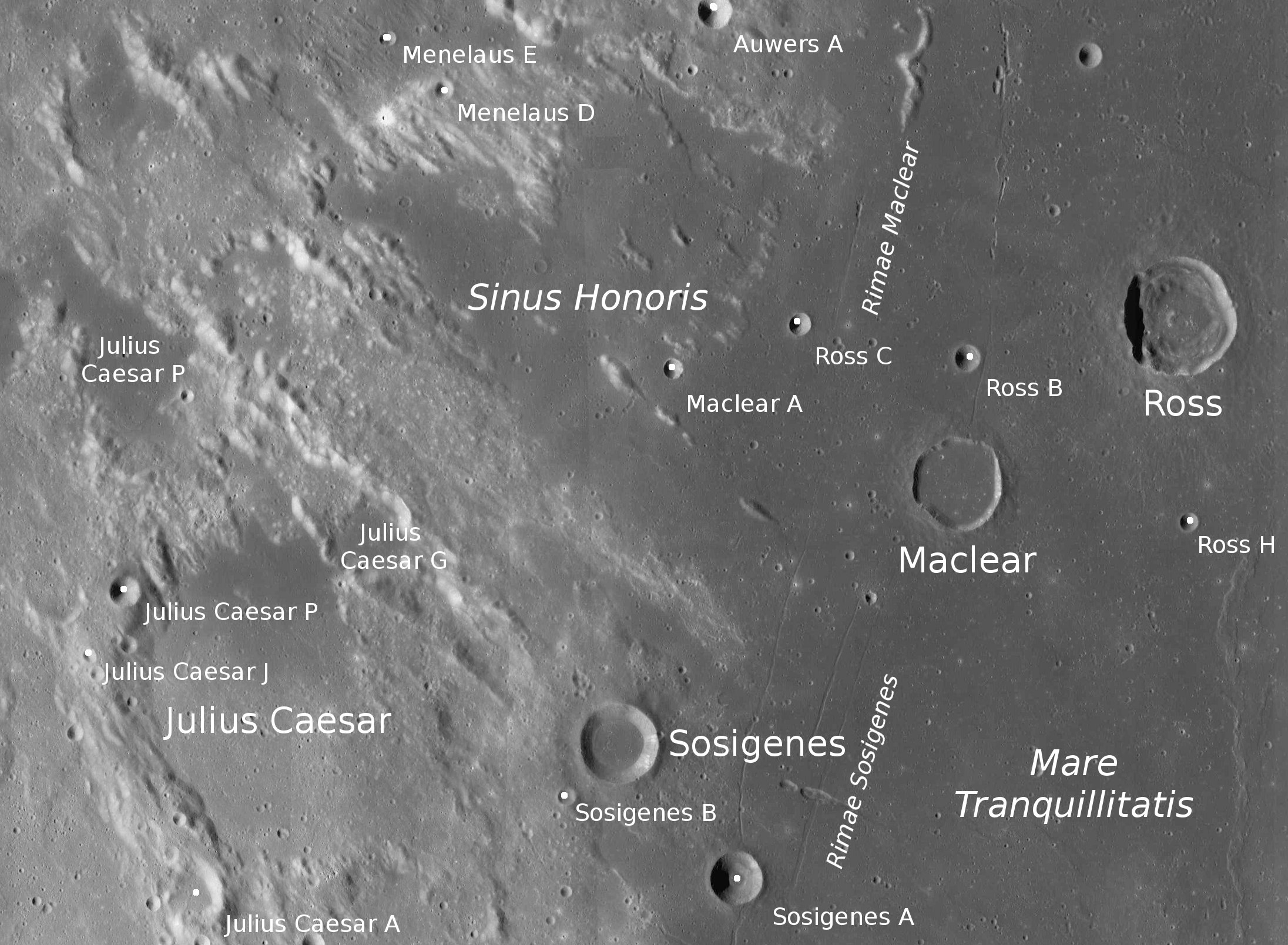
En la parte inferior izquierda de la imagen el cráter Julius Caesar

Julius Caesar es un cráter lunar inundado de lava que se encuentra al oeste del Mare Tranquillitatis, y justo al sureste del cráter Manilius en el Mare Vaporum.
El fondo del cráter está relativamente elevado, especialmente en su mitad suroeste. La mitad norte de su interior tiene un menor albedo (es más oscura) que su parte sur. Probablemente el piso haya sido cubierto o modificado por eyecciones del impacto que creó el Mare Imbrium. En su interior hay cuatro domos, los tres más grandes forman un triángulo rectángulo y el cuarto está dentro de este. Hay algunos cráteres próximos a los bordes sur y noreste.

## Cráteres satélite
Por convención estos elementos son identificados en los mapas lunares poniendo la letra en el lado del punto medio del cráter que está más cercano a Julius Caesar.
|               | \| Julius Caesar \| Coordenadas \| Diámetro \| \| ------------- \| ---------------------------- \| -------- \| \| A \| 7°36′N 14°24′E / 7.6, 14.4 \| 13 km \| \| B \| 9°48′N 14°00′E / 9.8, 14.0 \| 7 km \| \| C \| 7°18′N 15°24′E / 7.3, 15.4 \| 5 km \| \| D \| 7°12′N 16°30′E / 7.2, 16.5 \| 5 km \| \| F \| 11°30′N 12°54′E / 11.5, 12.9 \| 19 km \| \| G \| 10°12′N 15°42′E / 10.2, 15.7 \| 20 km \| \| H \| 8°48′N 13°36′E / 8.8, 13.6 \| 3 km \| \| J \| 9°12′N 14°06′E / 9.2, 14.1 \| 3 km \| \| P \| 11°12′N 14°06′E / 11.2, 14.1 \| 37 km \| \| Q \| 12°54′N 14°00′E / 12.9, 14.0 \| 32 km \| |          |
| Julius Caesar | Coordenadas | Diámetro |
| A             | 7°36′N 14°24′E / 7.6, 14.4 | 13 km    |
| B             | 9°48′N 14°00′E / 9.8, 14.0 | 7 km     |
| C             | 7°18′N 15°24′E / 7.3, 15.4 | 5 km     |
| D             | 7°12′N 16°30′E / 7.2, 16.5 | 5 km     |
| F             | 11°30′N 12°54′E / 11.5, 12.9 | 19 km    |
| G             | 10°12′N 15°42′E / 10.2, 15.7 | 20 km    |
| H             | 8°48′N 13°36′E / 8.8, 13.6 | 3 km     |
| J             | 9°12′N 14°06′E / 9.2, 14.1 | 3 km     |
| P             | 11°12′N 14°06′E / 11.2, 14.1 | 37 km    |
| Q             | 12°54′N 14°00′E / 12.9, 14.0 | 32 km    |